# 南新地 (知立市)
南新地（みなみしんち）は、愛知県知立市にある地名。現行行政地名は南新地1丁目から南新地3丁目。

## 地理
知立市の中央部に位置している。

## 歴史
- 2007年（平成19年）10月5日 - 知立第三土地区画整理事業に伴い、南新地1丁目から南新地3丁目を設置[1]。

### 町名の変遷
| 実施後      | 実施年月日                | 実施前（各町名ともその一部）                                         |
| ----------- | ------------------------- | -------------------------------------------------------------------- |
| 南新地1丁目 | 2007年（平成19年）10月5日 | 新地町番割 上重原町長篠の各一部                                      |
| 南新地2丁目 | 2007年（平成19年）10月5日 | 長篠町東長篠 新地町番割 新地町古田の各一部                           |
| 南新地3丁目 | 2007年（平成19年）10月5日 | 新地町番割 新地町古田 上重原町蔵福寺 上重原町長篠 弘法町丁凪の各一部 |

## 世帯数と人口
2019年（令和元年）8月1日現在の世帯数と人口は以下の通りである。
| 町丁   | 世帯数  | 人口    |
| ------ | ------- | ------- |
| 南新地 | 696世帯 | 1,460人 |

### 人口の変遷
国勢調査による人口の推移
| 2010年（平成22年） | 1,477人 | [ 6 ] |  |
| 2015年（平成27年） | 1,468人 | [ 7 ] |  |

## 学区
市立小・中学校に通う場合、学区は以下の通りとなる。
| 丁目        | 番・番地等          | 小学校               | 中学校             |
| ----------- | ------------------- | -------------------- | ------------------ |
| 南新地1丁目 | 全域                | 知立市立知立西小学校 | 知立市立知立中学校 |
| 南新地2丁目 | 7番                 | 知立市立猿渡小学校   | 知立市立知立中学校 |
| 南新地2丁目 | その他              | 知立市立知立西小学校 | 知立市立知立中学校 |
| 南新地3丁目 | 6番10〜18 8番11～19 | 知立市立猿渡小学校   | 知立市立知立中学校 |
| 南新地3丁目 | その他              | 知立市立知立西小学校 | 知立市立知立中学校 |

## 施設
- 知立市歴史民俗資料館
- 知立市図書館
- ピアゴ 知立店
- 碧海信用金庫 知立南支店

## その他

### 日本郵便
- 郵便番号 : 472-0053[4]（集配局：知立郵便局[9]）。